# Laténská kultura

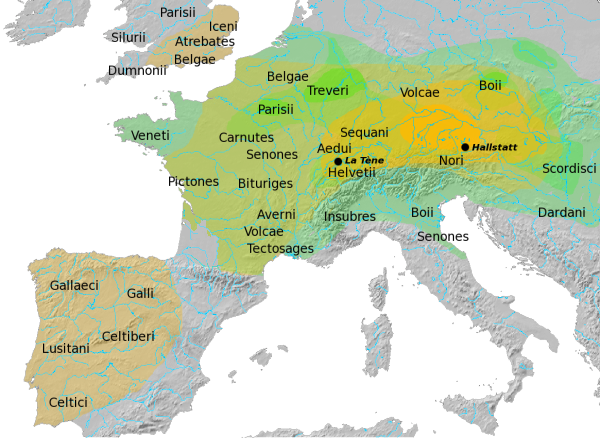
Rozšíření halštatské (žl.) a laténské kultury (zel.)

Laténská kultura odvozuje svůj název od archeologického naleziště La Tène na severním břehu Neuchâtelského jezera ve Švýcarsku, kde bylo roku 1857 objeveno množství artefaktů.
Tato kultura, jejímiž nositeli byli historičtí Keltové, se rozvíjela během mladší doby železné, tj. asi od poloviny 5. století před n. l. až do přelomu letopočtu, kdy podlehla tlaku římské expanze a útokům germánských kmenů ze severu. Vznikla plynulým přechodem z halštatské kultury starší doby železné; v tomto procesu dominuje vliv středomořských oblastí, zejména Řecka a etruské civilizace. Laténská kulturní centra vzkvétala zejména na území dnešní východní Francie, Švýcarska, Rakouska, jihozápadního Německa, Česka, Maďarska a Slovenska.
Poznatky o této kulturní oblasti čerpáme ze tří zdrojů: z archeologických nálezů, klasických literárních památek a – poněkud sporně – i z evidence etnografické, která naznačuje, že se stopy keltského umění a kultury dochovaly až dodnes na území západní Evropy. Některé kmeny, které archeologie spojuje s laténskou hmotnou kulturou, byly od pátého století označovány řeckými a římskými autory jako Keltoi (Keltové) a Galli (Galové). Hérodotos umístil vlast Keltoi k pramenům Dunaje, tedy do srdce laténské oblasti. Není však jasné, zda tato kultura příslušela etnicky jednotnému obyvatelstvu; archeologové poukazují na to, že se jazyk, hmotná kultura a politické zřízení nutně nemusí překrývat. Z počátku laténská kultura koexistovala s dalšími kulturami starší doby železné a výrazně se vůči starším tradicím nevymezovala. V České republice jsou nejstarší doklady laténu známy z jižních a západních Čech. V době, kdy končí evidence bohatých knížecích mohyl a nastupují plochá kostrová pohřebiště, expanduje laténská kultura výrazně do velké části Evropy, včetně zbytku Čech. Teoreticky byli nositelé laténské kultury prvními, kdo svrhli své absolutistické vládce shromažďující veškeré bohatství a ostatní skupiny, nejen halštatského okruhu, se změnou společenského uspořádání přijaly laténskou kulturu za vlastní. Z posledních dvou století př. n. l. nejsou známy laténské pohřby a archeologie se opírá pouze o výzkum sídlišť. V této době také vznikají rozsáhlá opevněná hradiště - oppida. V závěru laténské kultury v České republice dochází povětšinou k nenásilnému opouštění oppid, pravděpodobně z důvodu zhroucení obchodních vztahů se středomořím, na nichž byla oppida závislá. Možný je i vliv galské války, ve které nejspíše bojovaly vojenské družiny i ze vzdálenějších koutů laténské kultury. Současně sílí vliv Germánů ze severu, kteří svým soběstačným způsobem života nabízejí hroutící se keltské "civilizaci" možnou alternativu života. Útoky germánských skupin na poslední oppida budou spíše v důsledku jejich oslabení, než že by se staly příčinou konce laténu ve střední Evropě. V laténských oblastech okupovaných Římem dochází k postupnému zániku kultury romanizací obyvatelstva, přičemž v okrajových oblastech římského vlivu ve Francii a na britských ostrovech zůstaly stopy laténské kultury dodnes.

## Laténská kulturní oblast

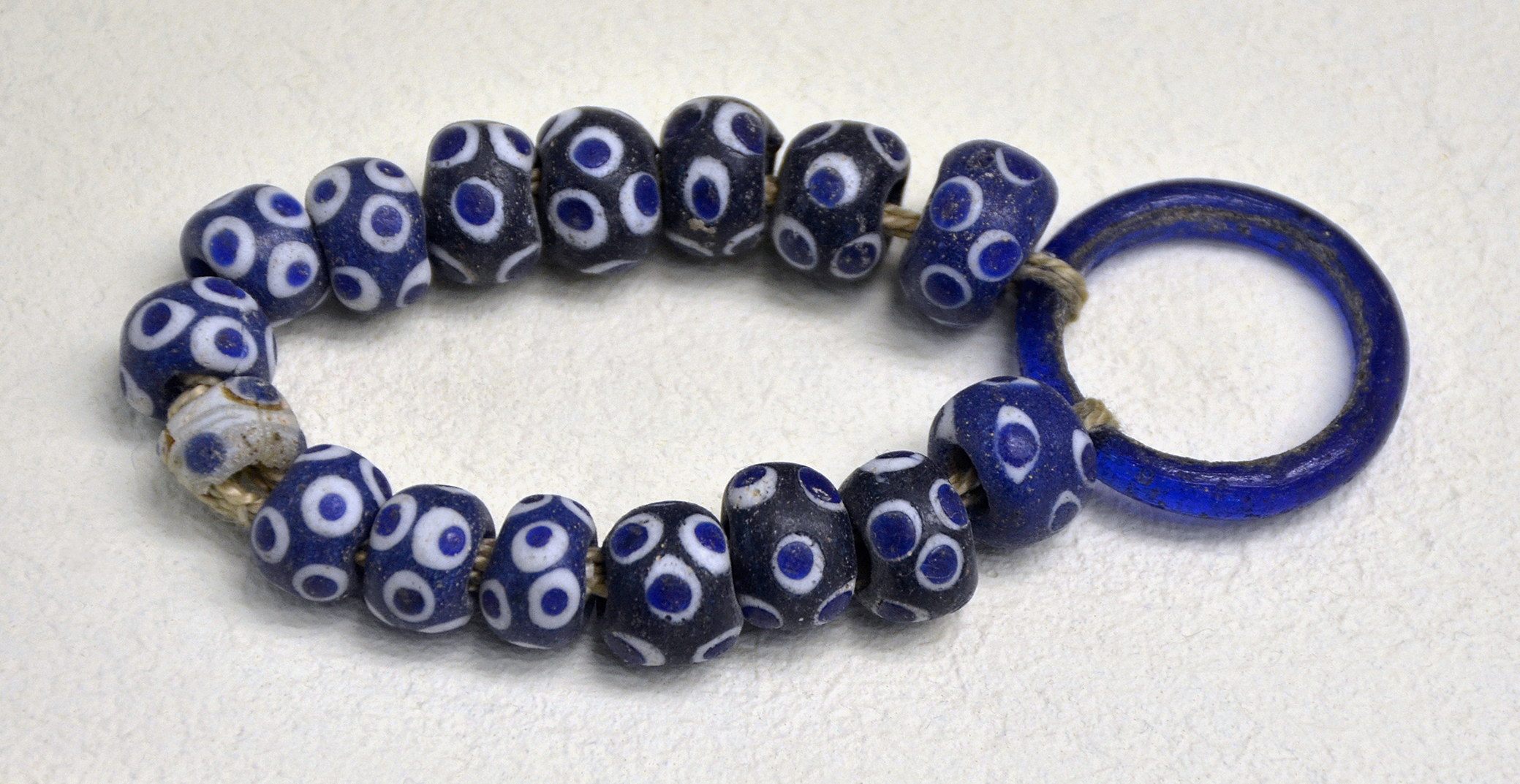
Skleněný náramek (5. stol. př. n. l., Muzeum v Remeši)

Přestože není jasné, kde přesně laténská kultura vznikla, odborníci se shodují, že její centrum leželo na severozápadní hranici kultury halštatské, tedy severně od Alp, na území mezi údolími Marny a Mosely na západě a dnešním Bavorskem a Rakouskem na východě. V roce 1994 byla u Glaubergu v Hesensku, severovýchodně od Frankfurtu nad Mohanem, objevena skupina elitních hrobů z pátého století typických pro laténské období. Tato oblast se pro laténský kulturní okruh dříve považovala za okrajovou.
Ve čtvrtém století se keltské kmeny v průběhu několika migračních vln rozšířily do Španělska, Anglie, Irska, na Balkán a dokonce až do Malé Asie. Galské vojsko vedené Brennem roku 387 př. n. l. dobylo celý Řím kromě Kapitolu. Zhruba o sto let později Galové pronikli do Řecka, kde ohrozili věštírnu v Delfách; v Malé Asii osídlili oblast Galatie.

## Laténská kultura

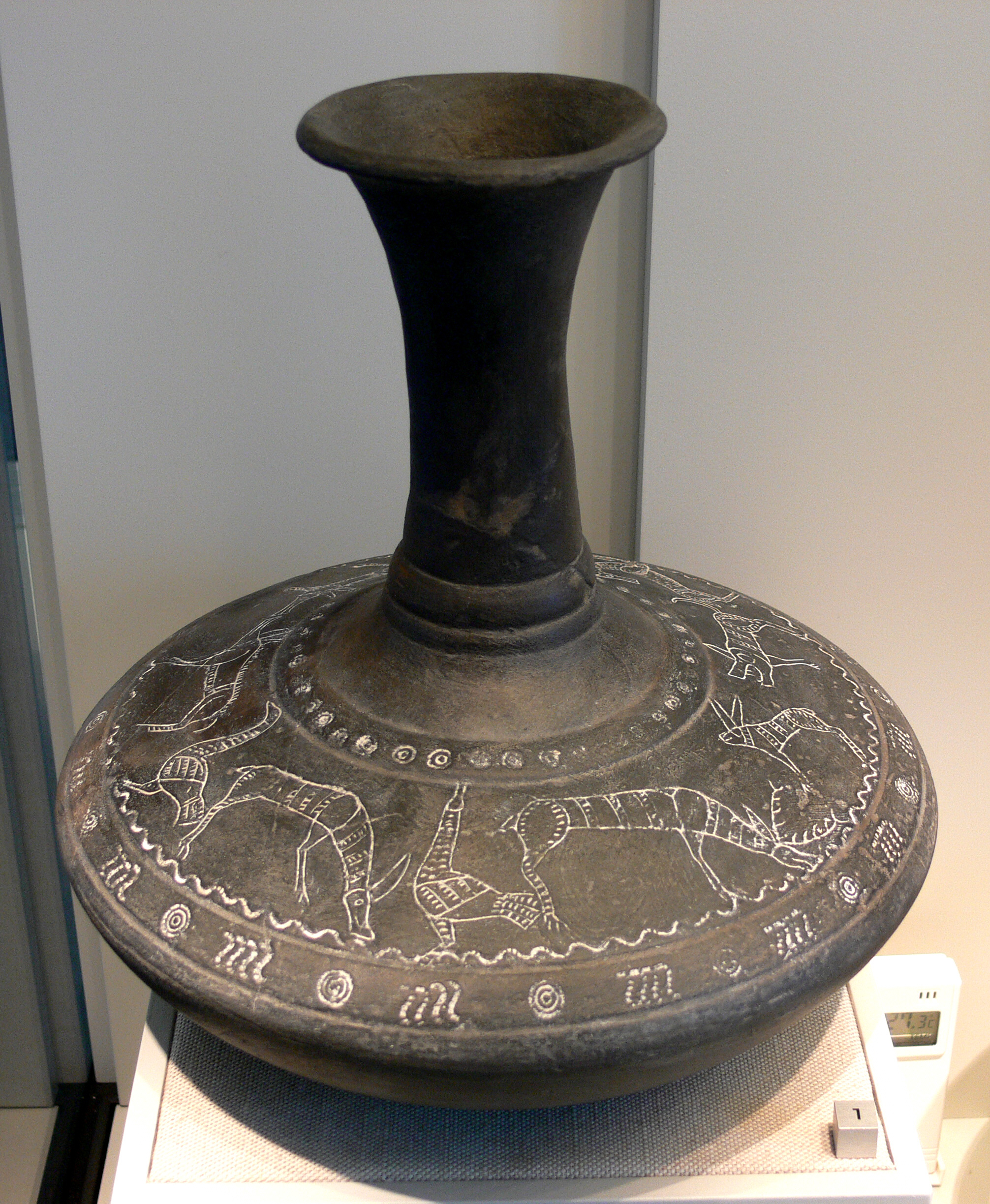
Keramická lahev (Matzhausen, Bavorsko)

Laténské kovotepectví se vyznačuje svéráznou a typickou výzdobou, kterou nacházíme na propracovaných bronzových nádobách, přilbách, štítech, koňských postrojích a špercích pro privilegované vrstvy. Ve šperkařství vynikají zejména nákrčníky (tzv. torquesy) a zdobené spony. Mezi typické výzdobné prvky patřily stylizované rostlinné a zvířecí motivy; řada z nich zahrnuje prvky podobné těm, které se objevují na skythských vyobrazeních zvířat z oblasti Ukrajiny.
Archeologické nálezy na laténských pohřebištích dokládají existenci rozsáhlé obchodní sítě. Ve francouzském Vix byl v hrobě vysoce postavené ženy ze 6. století př. n. l. nalezen obrovský (o váze cca 1,5 q) bronzový kratér vyrobený v Řecku. Z laténské oblasti se do Středomoří vyvážela především sůl, cín, měď, vlna, kůže, kožešiny a zlato, přes území ovládané laténskou kulturou se kromě těchto komodit přepravoval ze severu na jih jantar.
Laténské obyvatelstvo původně žilo v otevřených sídlištích, která spravovali náčelníci z pevností na kopcích. V 2. a 1. století př. n. l. dochází k budování opevněných sídlišť městského typu, tzv. oppid (1. sg. oppidum). Mezi nejznámější patří Alésia (oppidum), Bibracte a Avaricum ve Francii a Manching v jižním Německu; největší oppidum na našem území – Závist u Zbraslavi – se rozkládalo na ploše 170 ha.
Z doby laténské se dochovala místa, do nichž byly vhazovány rituální dary a dokonce lidské oběti. Archeologické nálezy také svědčí o rozšíření kultu lebek. Na pohřebištích se nalezly zbraně, vozy, luxusní zboží i předměty denní potřeby, což vypovídá o představě posmrtného života.